# Teología católica sobre el cuerpo
La teología católica sobre el cuerpo es un término amplio para enseñanzas católicas sobre el cuerpo humano. 
El dogma de la Asunción de la Bendita Virgen María, definido en la Constitución apostólica de 1950 del Papa Pío XII. 1950 constitución apostólica Munificentissimus Deus', es uno de los desarrollos más recientes de la teología católica del cuerpo.

## Historia
La teología del cuerpo tiene una larga historia y tradición dentro de la Iglesia católica. Los primeros padres de la Iglesia escribieron sobre el papel del cuerpo y su relación con el alma, a menudo elevando el alma por encima del cuerpo. Pero al igual que el alma, también es creado por Dios a su imagen. Esto se considera importante incluso hoy en día, ya que la existencia de un alma es la base de muchas enseñanzas de la Iglesia sobre el cuerpo humano, en áreas como elaborto. Ambrosio de Milán y Agustín de Hipona aplicaron estos puntos de vista en sus enseñanzas sobre el cuerpo humano, la virginidad y el celibato. Tomás de Aquino desarrolló una visión sistemática, que dominó las enseñanzas de la Iglesia y los concilios ecuménicos, incluido el Vaticano II. Todos los papas recientes han contribuido desde distintos ángulos a la teología del cuerpo. Los temas actuales incluyen la dignidad del cuerpo a la luz de su origen y destino divinos, su eventual resurrección; la virginidad, el sacramento cristiano del matrimonio, y cuestiones derivadas como la fidelidad y la anticoncepción. La doctrina oficial de la Iglesia sobre el tema fue expuesta en la encíclica Deus caritas est (Sobre el amor cristiano) del Papa Benedicto XVI, promulgada en Navidad, el 25 de diciembre de 2005.

### Padres de la Iglesia
Algunos de los primeros padres de la Iglesia, como Orígenes se preocuparon por el cuerpo y sus impedimentos. La teología de los primeros padres de la Iglesia se centró en el cuerpo en términos de su origen, condición antes de la caída del hombre, y destino y relación con el alma. Se plantearon preguntas sobre si el cuerpo puede impedir al alma en su intento de ser la imagen de Dios. Estas cuestiones, abordadas por la Iglesia antigua, son relevantes para una teología moderna del cuerpo, porque se relacionan con preocupaciones y definiciones sobre el comienzo y la naturaleza de la vida humana.

#### Clemente de Alejandría
Clemente de Alejandría (140?-220) consideraba el cuerpo como el socio inferior en la relación cuerpo-alma. El cuerpo tiende a ser pecaminoso. El alma tiene tres ventajas sobre el cuerpo: da unidad y vida al cuerpo; permite al cuerpo razonar; y está orientada hacia Dios, mientras que el cuerpo está orientado hacia la comida y el sexo. El cuerpo es la tumba del alma, pero también su hogar y su vehículo. Clemente creía que los primeros humanos eran inocentes hasta que fueron atrapados por los placeres del cuerpo. Los primeros humanos, al hacer mal uso de su cuerpo, hicieron mal uso de su libre albedrío y pecaron.

#### Orígenes
Al igual que Clemente, Orígenes (185-254?) era africano. También como Clemente, Orígenes considera el cuerpo humano una prisión del alma. Sólo el alma existía en el paraíso, según Orígenes, el cuerpo fue asumido por Adán y Eva; ya que fueron expulsados del paraíso. El cuerpo tiende a orientarse hacia la lujuria y el pecado, pero también es una creación de Dios. Dios creó el cuerpo como una obra de arte a su imagen. Esta creación refleja la inteligencia de Dios. El cuerpo humano es (eikon) en cierto modo semejante a Dios. Completarse como espejo de él, es la tarea de todo cristiano. A diferencia del cuerpo humano, el alma es imagen de Dios. El cuerpo no puede ser una imagen de Dios, de lo contrario Dios se parecería a un ser humano con un cuerpo humano. Sólo el alma puede ver a Dios, pero está atrapada entre la carne y el espíritu. Constantemente tiene que hacer una elección entre los dos. Orígenes sugiere, que los cristianos deben liberarse de las restricciones corporales tanto como sea posible en esta vida. Sin embargo, el cuerpo es importante en el contexto de la resurrección. Orígenes cree que sólo la resurrección del cuerpo tiene sentido. Si bien él escucha a San Pablo, que la resurrección del cuerpo significará un nuevo cuerpo, insiste, su identidad debe ser reconocible. Sin embargo, afirma, nuestra esperanza de resurrección no es la de los gusanos, y nuestras almas no anhelan otro cuerpo descomponible.

#### Ireneo
.

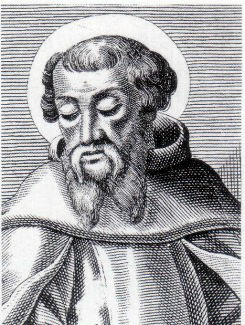
Ireneo: "El cuerpo, formado a imagen de Dios, y el alma, que ha adoptado el Espíritu del Padre, en armonía, componen el ser humano perfecto"

El cuerpo, formado a imagen de Dios, y el alma, que ha adoptado el Espíritu del Padre, en armonía, componen el ser humano perfecto, según Ireneo fallecido hacia 202. La  Gnosis griega y algunos cristianos habían despreciado el cuerpo humano como inferior. Ireneo defiende el cuerpo porque es la creación de Dios y una visión negativa arrojaría sombras tanto sobre Dios como sobre su creación. El relato de la creación en el libro del Génesis (citado más tarde por el Papa Juan Pablo II en sus conferencias sobre el cuerpo) muestra que el primer ser humano, Adán, era realmente una imagen de Dios.  Adán tenía vida sobrenatural, inmortalidad, santidad sobrenatural y cercanía a Dios. Como estaba libre de la necesidad humana de dormir, podía ver a Dios sin interrupción. Al ceder a la tentación, perdió todos estos atributos.
La importancia de Cristo para el cuerpo humano es la restauración del estado original antes de la caída. Los que aceptan a Cristo son redimidos y se convierten en hijos de Dios, recuperando la vida eterna.  Sin embargo aquellos que viven sólo por su cuerpo y sus necesidades, no compartirán la vida eterna. Los cuerpos resucitados mostrarán una belleza más allá de la imaginación humana. Para mostrar el camino hacia este destino, el Hijo de Dios se hizo humano y aceptó el cuerpo humano, ayudando así a los seres humanos a reconocer su destino en Dios. Según Ireneo, este destino sólo puede alcanzarse sometiendo la propia voluntad a la voluntad de Dios.
Ireneo creía que los primeros humanos, Adán y Eva tenían una relación infantil con su cuerpo. No tenían idea del mal, concupiscencia y lujuria. Disfrutaban de una sexualidad equilibrada, sin avergonzarse al besarse o abrazarse. Según Ireneo, la caída fue el resultado de una falta de discreción infantil, que hizo a Adán susceptible al demonio y le llevó a la desobediencia a Dios. La caída fue el resultado de la ingenuidad, no de la mala intención, según Ireneo.

#### Dídimo el Ciego
Dídimo el Ciego (muerto hacia 398), que vivió y enseñó en Alejandría, quedó ciego a los cinco años.  Dios, según Dídimo, creó al ser humano con cuerpo y alma, ambos buenos, hasta la caída de Adán y Eva. Dídimo creía que el alma sigue siendo una imagen de Dios, mientras que el cuerpo no. La unidad de cuerpo y alma es, por tanto, para Dídimo una degradación para el alma. Limitada por el cuerpo, no puede desarrollarse.  Siempre que algo superior se mezcla con algo inferior, una mezcla inferior es la consecuencia según Dídimo. Lo compara con el vino mezclado con agua.
El cuerpo tiene algunas funciones para el alma. El cuerpo informa al alma del mundo sensual que les rodea. Dídimo llamó al cuerpo la persona exterior y al alma la persona interior.  La persona exterior es perecedera. La persona interior es eterna. El corazón de la persona conduce a la persona en su conjunto hacia las buenas o malas acciones.  Dídimo mantiene la libertad de la voluntad, que sin embargo está debilitada por la caída de Adán de Eva. Una persona que utiliza su libre albedrío para ser una persona espiritual, dominando todos los instintos materiales subordinados, se vuelve similar a Dios. Esta semejanza debe ser la meta de toda empresa humana.

#### Gregorio de Nacianceno
Gregorio de Nacianzo (330-390) contempló el origen del cuerpo humano. El hombre fue creado por Dios con cuerpo y alma, una parte visible y otra invisible, como los ángeles. Fue creado para alabar a Dios como ellos. El cuerpo fue dado al hombre para que sufriera y finalmente muriera, y así no se considerara Dios. La esencia material del cuerpo nos separa de Dios, como una nube, o, como afirmó Gregorio, como la nube entre los egipcios y los israelitas.
Al dar al hombre un cuerpo perecedero, el hombre se salvó de la profunda caída de Lucifer en la condenación eterna. Gregorio no describe el cuerpo humano antes de la caída, pero afirma que la existencia corporal del hombre estaba libre de cualquier enfermedad, necesidad o problema. El cuerpo humano estaba relacionado con Dios y libre de pecado hacia él. La caída consistió en un falso orgullo, una rebelión contra Dios.
En cuanto a la relación entre cuerpo y alma, Gregorio afirma que el cuerpo está relacionado con el alma, como el alma está relacionada con Dios. Para explicar la existencia humana, Gregorio utiliza el concepto de luz: Dios es la luz más sublime, no puede ser penetrado ni definido. Le siguen los ángeles y después los seres humanos. El hombre es imagen de Dios, pero sólo en su alma, no en su cuerpo. Es, por tanto, también una mezcla de eterno y temporal. La gracia de Dios creó el alma del hombre. Su cuerpo fue creado para el sufrimiento, para vencer su orgullo. El alma está destinada a guiar al cuerpo y a purificarse como el oro en el fuego. El alma está orientada hacia Dios y anhela comunicarse con Él. El cuerpo humano es el elemento inferior de la persona humana. A través del cuerpo, el hombre experimenta su existencia temporal. Pero Gregorio también admiraba la belleza humana y las capacidades corporales de soñar, dormir y memorizar. Según Gregorio, el cuerpo puede ser a la vez amigo y enemigo de la persona. El objetivo final es la unidad del alma con Dios, que es posible con la Gracia y la asistencia del Espíritu Santo, según Gregorio.

#### Gregorio de Nisa
Gregorio de Nisa (335-394) fue un obispo que escribió, entre otras cosas, sobre la creación del cuerpo humano. A diferencia de Ireneo, Gregorio afirma, que el alma no necesita adquirir la visión de Dios; tiene esta visión desde el principio. La mezcla con el cuerpo y las cosas materiales hacen que el alma se desvíe de su visión divina y caiga. Por tanto, los esfuerzos humanos deben orientarse a recrear esta visión y participar así en la vida divina. Esto puede hacerse, tan Gregory, apartándose del mal y volviendo a Dios. El ser humano no se define por su cuerpo, sino por su alma, con sus capacidades espirituales e intelectuales. Sólo el alma es imagen de Dios. Gregorio también tiene una imagen positiva del hombre al afirmar su libertad e independencia. Dios es verdaderamente libre y la libertad del hombre, aunque limitada, es imagen de Dios. No sólo su libertad, sino también su capacidad de amar -Dios es amor- y su inmortalidad, hacen del hombre una imagen de Dios.
En cuanto al cuerpo humano, Gregorio opina que ha sido creado para la procreación. En eso, los humanos son como los animales; sin embargo, el cuerpo humano también tiene capacidad de razonamiento y percepción. El cuerpo tiene tres formas de vida: la vegetativa, la sensual y la intelectual. El cuerpo humano deriva su dignidad del hecho de que el Hijo de Dios lo había adoptado. Pero Gregorio también considera que el cuerpo humano es una pesada carga para el alma. El destino del hombre es alcanzar la semejanza con Dios, mediante la purificación. Hay que renunciar al pecado, a la pasión y a la ambición. Los sacramentoss de la Iglesia son una gran ayuda. Gregorio sostiene que la gracia de Dios, y no los esfuerzos del hombre, determina la capacidad del individuo para ver a Dios. Dios atrae al hombre hacia arriba, hacia él. Sube peldaño a peldaño, sin saber adónde va. El alma es impulsada por su amor a Él, a quien no ha encontrado. El amor de Dios, tan Gregorio, aumenta en el alma, cuanto más le conoce.

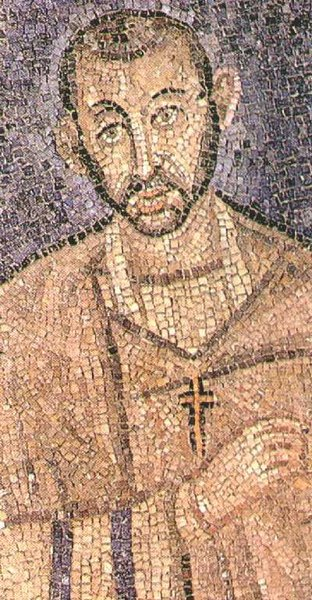
Ambrosio de Milán escribió que la virginidad perpetua es un noble don que la religión cristiana ha concedido al mundo

.

#### Ambrosio de Milán
Para Ambrosio de Milán, el cuerpo vive en una dualidad con el alma y debe ser subyugado. El control del cuerpo es esencial para la vida cristiana. El control total es la virginidad.  Virginidad y perfecta castidad consagrado al servicio de Dios permite que el cuerpo se convierta en imagen de Dios. Es para Ambrosio uno de los tesoros más preciosos que Cristo ha dejado como herencia a la Iglesia. Afirmó que la virginidad perpetua es un noble don que la religión cristiana ha concedido al mundo. La virginidad no es nueva, ni siquiera cristiana. [Los paganos impusieron este modo de vida a las vírgenes vestales durante cierto tiempo. Ambrosio escribe: "Leemos que también en el templo de Jerusalén había vírgenes. Pero ¿qué dicen los apóstoles? Que todas estas cosas les sucedieron en figura', para que esto fuera una prefiguración de lo que había de venir." "María es el modelo de la virginidad: No es de extrañar que el Señor, queriendo rescatar al mundo, comenzara su obra con María. Así ella, por quien se preparaba la salvación para todos los hombres, sería la primera en recibir el fruto prometido de la salvación".
"Sembrar las semillas de la pureza perfecta y suscitar el deseo de virginidad ha pertenecido siempre a la función del sacerdocio"
.

#### Augustín de Hipona
Agustín es el padre de muchos puntos de vista teológicos contemporáneos sobre el cuerpo. Se detuvo largamente en la condición del cuerpo humano antes y después de la caída. Estaba convencido de que el estado celestial consistía en el control completo de la mente sobre el cuerpo, especialmente en el ámbito de la sexualidad. Para ilustrar este punto, señala, que algunas personas pueden menearse con las orejas, la nariz o incluso el pelo, completamente a su voluntad. Esta condición de completa libertad y ausencia de lujuria existía también para la sexualidad humana antes de la caída. El cuerpo debe ser controlado, y por ello Agustín al igual que su maestro Ambrosio consideraba la virginidad del cuerpo humano el camino superior de Cristo. Consideraba el matrimonio una triple bendición a la luz de su descendencia, de la fe conyugal y de ser un sacramento: "En la fe conyugal se dispone que no haya relaciones carnales fuera del vínculo matrimonial con otro hombre o mujer; en cuanto a la descendencia, que los hijos sean engendrados por amor, tiernamente cuidados y educados en un ambiente religioso; finalmente, en su aspecto sacramental, que el vínculo matrimonial no se rompa y que el marido o la mujer, si están separados, no se unan a otro ni siquiera para tener descendencia. Esto lo consideramos como la ley del matrimonio por la que se adorna la fecundidad de la naturaleza y se refrena el mal de la incontinencia."
Citó a San Pablo diciendo que las jóvenes debían casarse, argumentando que "debían tener hijos para ser madres de familia". Agustín fue uno de los primeros y más importantes padres de la Iglesia que escribió, que la anticoncepción es mala: "El coito incluso con la esposa legítima de uno es ilícito y perverso donde se impide la concepción de la descendencia". Onán, hijo de Judá, hizo esto y el Señor lo castigó por ello."

### Tomás de Aquino

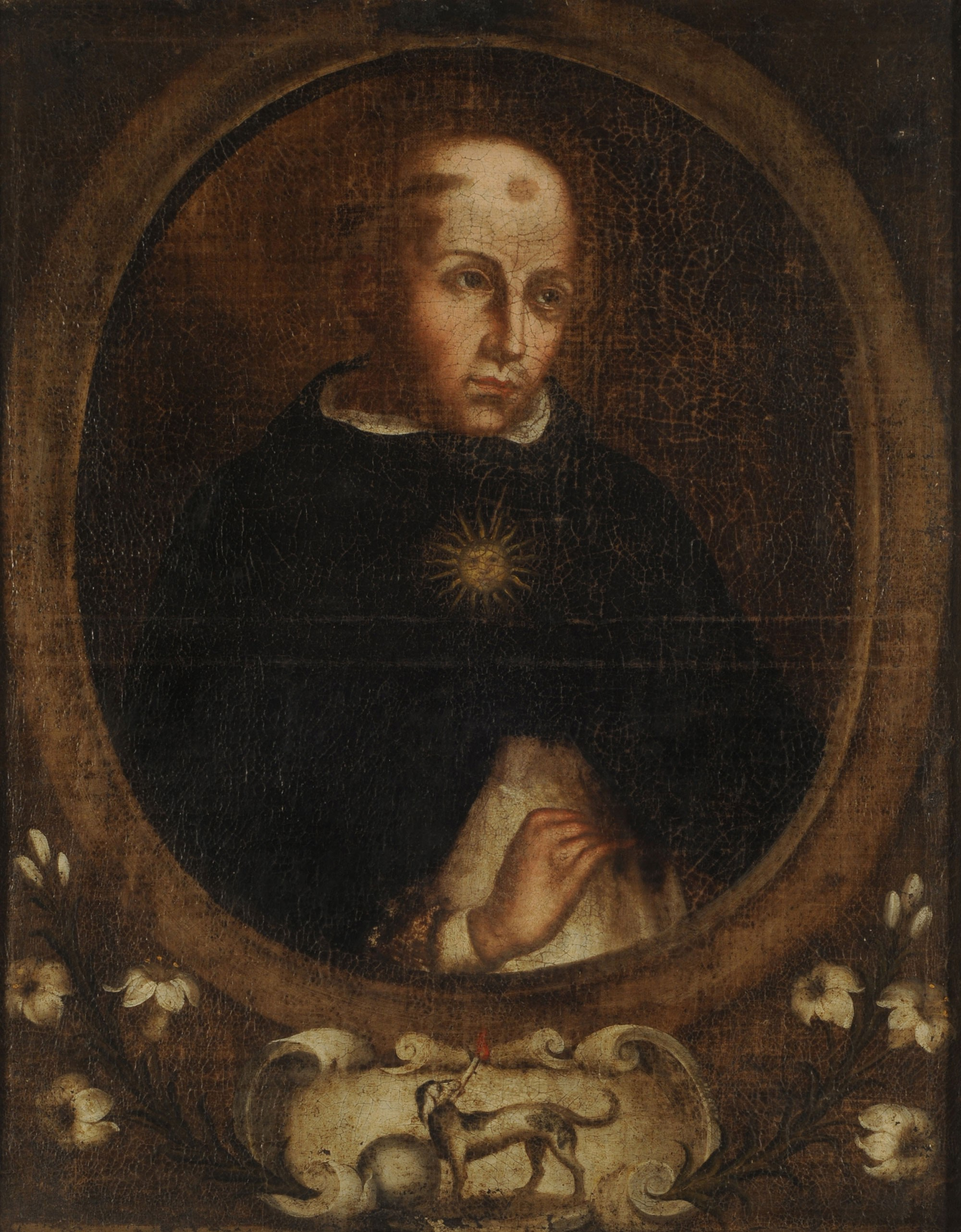
Tomás de Aquino: La imagen de Dios en el hombre es de tres maneras

.

#### El hombre es imagen de Dios
Tomás de Aquino trata una serie de cuestiones y entre ellas, la más importante, la cuestión del «hombre como imagen de Dios».
Puesto que se dice que el hombre es imagen de Dios en razón de su naturaleza intelectual, es lo más perfectamente semejante a Dios según aquello en lo que mejor puede imitar a Dios en su naturaleza intelectual. Ahora bien, la naturaleza intelectual imita a Dios principalmente en esto: en que Dios se comprende y se ama a sí mismo. Por lo tanto, vemos que la imagen de Dios está en el hombre de tres maneras.
Esto significa, según Tomás, que el hombre tiene una aptitud natural para reconocer, comprender y amar a Dios. Sin embargo, requiere de Su gracia para hacer esas cosas a la perfección y así poder alcanzar finalmente "la semejanza de la gloria".

#### Los animales, semejanza de Dios
Pero, ¿también los animales han sido creados a imagen de Dios? Tomás tiene una respuesta única: 
en todas las criaturas hay algún tipo de semejanza con Dios, argumentó. Pero en la persona pensante, a la que llamó "la criatura racional", hay una semejanza de "imagen"; mientras que en las demás criaturas encontramos una semejanza a modo de "huella" Tomás explica la diferencia entre traza e imagen. "Una 'imagen' representa algo por semejanza en especie [...]; mientras que un 'rastro' representa algo por medio de un efecto, que representa la causa de tal manera que no alcanza la semejanza de las especies."

### Papa Pío XI
La doctrina católica desde muy temprano y apoyada por el Concilio de Trento, consideraba la virginidad como el estado más sagrado para los humanos; sin embargo, se permitía el matrimonio a quienes no tuvieran la fortaleza necesaria para llevar una vida abstinente. En Casti connubii, Pío XI cita repetidamente a Agustín, quien enseña, que entre las bendiciones del matrimonio, el hijo ocupa el primer lugar. Pío XI también siguió a Agustín en la defensa de la indisolubilidad del matrimonio y la ilicitud de los actos sexuales que impiden la concepción:
Poca maravilla, por tanto, si la Sagrada Escritura atestigua que la Divina Majestad mira con la mayor detestación este horrible crimen y a veces lo ha castigado con la muerte. Como señala San Agustín, "las relaciones sexuales, incluso con la esposa legítima, son ilícitas y perversas cuando se impide la concepción de la prole".
Siguiendo este argumento, Pío XI repite que el acto conyugal está intrínsecamente ligado a la procreación, pero también reconoce como lícito el aspecto unitivo del coito. La encíclica afirma la oposición de la Iglesia al adulterio y al divorcio, y se pronuncia contra las leyes  eugenésicas, populares en aquella época, que prohibían casarse y tener hijos a los considerados "no aptos".

### Papa Pío XII
El papa Pío XII en los años 1939-1942 pronunció una serie de conferencias a los  recién casados de Roma que durante décadas se convirtieron en la base de la instrucción matrimonial en los US. Al igual que los Papas que le precedieron, y siguiendo las enseñanzas del Concilio de Trento, el Papa Pío explicó en Sacra virginitas que la virginidad es superior al matrimonio. También rechaza la opinión de que el cuerpo humano necesite la satisfacción del instinto sexual por el bien de la propia salud mental o física, o por la armonía de la propia personalidad. En este contexto criticó el culto al cuerpo y el amor desordenado a uno mismo.

#### Ética
En un discurso pronunciado en 1951 ante  matronas, Pío XII subrayó la inviolabilidad del cuerpo humano como creación de Dios y manifestó su oposición a toda forma de homicidio genético por piedad. El derecho a la vida procede directamente de Dios, no de los padres. También rechazó cualquier tipo de esterilización. Al igual que Pío XI, ensalzó la santidad del sacramento del matrimonio, un lugar para la paz y el amor, que a menudo requiere heroísmo por parte de ambos cónyuges. Los padres tienen un papel, no sólo de dar amor físico, sino también de dar vida espiritual a su descendencia. Pío criticó el papel tradicional del hombre en el matrimonio, afirmando que si bien el varón es cabeza de familia, también debe participar en las tareas domésticas, especialmente dentro de las familias, en las que la madre trabaja a tiempo completo. Pío XII exige  igual salario por igual trabajo.

#### Planificación familiar
En cuanto a los métodos de planificación familiar natural, el Papa Pío XII distinguía entre mantener relaciones sexuales durante los días infértiles y la selección específica de estos días para el coito. Sostuvo que, si un cónyuge contraía matrimonio con la intención de tener relaciones sexuales sólo durante los días infértiles para evitar tener descendencia, el contrato matrimonial en sí mismo sería inválido. Si, por el contrario, la pareja conyugal mantiene relaciones durante los días infértiles sólo ocasionalmente pero no de forma exclusiva, entonces el matrimonio es legítimo. Lo decisivo es la intención, no el uso real de los derechos matrimoniales. Pío XII ilustra esto con la noción de que el matrimonio incluye tanto derechos como obligaciones.
La abstinencia dentro del matrimonio también se destaca en sus enseñanzas. Pío discrepó del argumento de que la abstinencia es un acto imposiblemente heroico. Citando a Agustín, argumentó que si la unión natural no es posible, la abstinencia es necesaria. Y, añadió, en tiempos de la Segunda Guerra Mundial, se exigían tantos actos de verdadero heroísmo a hombres y mujeres en tantos países, frente a los cuales la abstinencia sexual palidecía en comparación. El cuerpo humano y sus necesidades no deben ser el centro de la gratificación, sino que deben sublimarse a prioridades espirituales que reflejen el designio y el destino divinos. El matrimonio no es el valor supremo y la dignidad humana debe preservarse y aplicarse en el acto conyugal. Las enseñanzas de la Iglesia rechazan una visión hedonista del cuerpo humano, al tiempo que reconocen y valoran su origen y dignidad divinos. De este modo, la Iglesia protege la dignidad de los hombres contra un énfasis excesivo en la sensualidad.

#### Cuerpo y alma
Los escritores de la Iglesia primitiva, al definir la posición del cuerpo dentro de la teología, habían centrado gran parte de su atención en la creación de cuerpo y alma. "El cuerpo del hombre fue creado por Dios" (de fide) según las enseñanzas de dos concilios ecuménicos  Lateranense IV y Vaticano I.
El Papa Pío XII enseñó que la cuestión del origen del cuerpo del hombre a partir de materia preexistente y viva es una cuestión legítima de investigación para la ciencia natural. Los católicos son libres de formarse sus propias opiniones, pero deben hacerlo con cautela; no deben confundir hechos con conjeturas, y deben respetar el derecho de la Iglesia a definir las cuestiones que tocan a la Revelación. Por estas razones, la Autoridad Docente de la Iglesia no prohíbe que, conforme al estado actual de las ciencias humanas y de la sagrada teología, se lleven a cabo investigaciones y discusiones, por parte de hombres experimentados en ambos campos, respecto a la doctrina de la evolución, en cuanto indaga sobre el origen del cuerpo humano como procedente de materia preexistente y viva -pues la fe católica nos obliga a sostener que almas son creadas inmediatamente por Dios. En un discurso pronunciado el 22 de octubre de 1996 ante la Pontificia Academia de las Ciencias, el Papa Juan Pablo II repitió la postura de Pío XII añadiendo:
En su encíclica Humani generis (1950), mi predecesor Pío XII ya afirmó que no hay conflicto entre la evolución y la doctrina de la fe sobre el hombre y su vocación, siempre que no se pierdan de vista algunos puntos fijos..... Hoy, más de medio siglo después de la aparición de aquella encíclica, algunos nuevos descubrimientos nos conducen hacia el reconocimiento de la evolución como algo más que una hipótesis.

#### María y la resurrección de la carne
Para la Iglesia católica, el dogma de la Asunción de 1950 de Pío XII es una prueba de la resurrección del cuerpo de entre los muertos. Pío confiaba en que la proclamación solemne y la definición de la Asunción contribuirían en no poca medida al provecho de la sociedad humana y de los individuos. Confiaba en que quienes meditaran sobre la Asunción de María serían más capaces de soportar las presiones de un estilo de vida material, y mirarían en cambio al verdadero destino de sus propios cuerpos:
...de esta magnífica manera todos podrán ver claramente a qué elevada meta están destinados nuestros cuerpos y nuestras almas. Por último, esperamos que la creencia en la Asunción corporal de María al cielo refuerce y haga más eficaz la creencia en nuestra propia resurrección.
...por la autoridad de nuestro Señor Jesucristo, de los bienaventurados Apóstoles Pedro y Pablo, y por nuestra propia autoridad, pronunciamos, declaramos y definimos como dogma divinamente revelado: que la Inmaculada Madre de Dios, la siempre Virgen María, habiendo cumplido el curso de su vida terrena, fue asunta en cuerpo y alma a la gloria celestial.
Por lo tanto, si alguien, que Dios no lo permita, se atreviera voluntariamente a negar o a poner en duda lo que hemos definido, que sepa que se ha apartado completamente de la Fe divina y católica.
.

### Papa Pablo VI
El documento central del Papa Pablo VI es Humanae vitae. El Papa comienza afirmando que "la transmisión de la vida humana es una función gravísima en la que los esposos colaboran libre y responsablemente con Dios Creador." Afirma que esto es motivo de gran alegría para ellos, aunque signifique muchas dificultades y penalidades. Pero hay perspectivas globales. El rápido aumento de la población ha creado el espectro de un mundo sin alimentos ni otros recursos para todos, y la tentación para las autoridades estatales de frenar el aumento de la población con medidas drásticas. El papel de la mujer en la sociedad ha ido cambiando drásticamente; pero lo más importante, según la encíclica, es que la llegada de los dispositivos de control de la natalidad exige una toma de posición por parte del magisterio de la Iglesia.

#### Derechos limitados sobre el cuerpo
El Papa señala algunos dogmas católicos. La procreación humana, como todas las cuestiones de la vida, forma parte del designio amoroso de Dios. La vida conyugal tiene su origen en Dios, que "es amor". Marido y mujer cooperan con Dios en la generación y crianza de nuevas vidas. El amor conyugal debe ser, por tanto, algo más que una cuestión de instinto natural o de impulso emocional. Es fiel y exclusivo hasta la muerte. Los padres no son libres de actuar como les plazca al servicio de la transmisión de la vida, como si dependiera totalmente de ellos decidir cuál es el camino correcto a seguir. Observar la Ley Natural significa que todos y cada uno de los actos conyugales deben conservar necesariamente su relación intrínseca con la procreación de la vida humana.
Fidelidad al designio de Dios significa vivir el amor conyugal respetando las leyes de la concepción y reconocer que uno no es dueño de las fuentes de la vida sino ministro del designio establecido por el Creador. Todos los métodos artificiales de control de la natalidad son ilegales, así como todos los destinados específicamente a impedir la procreación, ya sea como fin o como medio. Los "medios terapéuticos lícitos" están permitidos si son necesarios para curar enfermedades corporales, incluso si de ello se deriva un impedimento previsible para la procreación, siempre que dicho impedimento no esté directamente destinado a ningún fin. El Recurso a los periodos infértiles se aplica al espaciamiento de los nacimientos, derivado del estado físico o psíquico del marido o de la mujer, o de circunstancias externas. La Iglesia enseña que las personas casadas pueden entonces aprovechar el ciclo natural. Los científicos, como ya pidió Pío XII, deben estudiar los ritmos naturales como base segura para la limitación de la descendencia.

#### Control del cuerpo
El Papa Pablo es plenamente consciente de que Humanae vitae no es fácil de seguir. Algunos dirán que enseña lo imposible. Habla del valor de la autodisciplina del cuerpo y la abnegación de los placeres corporales como fuente de tranquilidad familiar, paz y desarrollo de la personalidad dentro de la familia. Recomienda la castidad dentro del matrimonio y hace un llamamiento a las autoridades públicas para que no toleren ninguna legislación que introduzca en la familia prácticas que se opongan a la ley natural de Dios.

#### Desarrollo social y económico
El Papa es plenamente consciente de las implicaciones de esta enseñanza para el desarrollo. Respecto al desarrollo mundial cita a Juan XXIII que no es aceptable ninguna solución que viole la dignidad esencial del hombre reduciéndolo a un concepto materialista. La única solución posible es el progreso social y económico de los individuos y de la sociedad, que respete y promueva los verdaderos valores humanos. Esto excluye las políticas gubernamentales equivocadas, la falta de justicia social, la acumulación egoísta de bienes materiales y el fracaso a la hora de elevar el nivel de vida de las personas y de sus hijos. El Papa ve un gran potencial para los gobiernos, los programas nacionales de ayuda y, especialmente, para las organizaciones internacionales de ayuda.

#### Compasión cristiana
Los matrimonios cristianos afrontan a veces grandes dificultades: los esposos deben asumir la carga que se les ha asignado: los matrimonios deben comunicar a los demás su propia experiencia. Así se incluirá en la vocación laical una forma novedosa y sobresaliente de apostolado. La compasión cristiana debe ser la luz que guía. El Papa enseña que esta doctrina de Cristo sobre el amor y los usos del cuerpo debe ir siempre unida a la tolerancia y la caridad:
Como el mismo Cristo lo demostró en sus conversaciones y trato con los hombres. En efecto, cuando vino, no para juzgar, sino para salvar al mundo, ¿no fue amargamente severo con el pecado, pero paciente y abundante en misericordia con los pecadores?

### Papa Juan Pablo II
Juan Pablo II continuó la teología católica del cuerpo de sus predecesores con una serie de conferencias, tituladas Teología del Cuerpo, en las que habló de una unidad original entre el hombre y la mujer, pureza de corazón (sobre el Sermón de la Montaña), matrimonio y celibato y reflexiones sobre la Humane Vitae, centradas en gran medida en la paternidad responsable y la castidad conyugal. Vincula "la unidad original del hombre y la mujer" con el libro del Génesis, y plantea en este contexto cuestiones como por qué Cristo puso tanto énfasis en los seres humanos como varón y mujer. Argumenta, el Hombre se convierte en Imagen de Dios en el momento de la  santa comunión.

### Papa Benedicto XVI
En 2005, el papa Benedicto XVI retomó las preocupaciones de sus predecesores en su primera encíclica, Deus caritas est, donde plantea algunas cuestiones sobre Eros, el cuerpo y la Iglesia. ("¿Destruyó el cristianismo eros?" "¿No convierte la Iglesia, con todos sus mandamientos y prohibiciones, en amargura lo más precioso de la vida? ¿No hace sonar el silbato justo cuando la alegría que es don del Creador nos ofrece una felicidad que es en sí misma un cierto anticipo de lo Divino?")

#### Deus caritas est
Benedicto acepta que los acontecimientos en la vida real a menudo simplemente suceden, en lugar de ser planeados o queridos. Lo que se impone, no es voluntario. La encíclica no menciona las enseñanzas de los papas Pío XI a Juan Pablo II sobre el control de la natalidad y la planificación familiar natural. Sin embargo, Juan Pablo II es elogiado por sus enseñanzas sociales, sobre la pobreza, etc. La encíclica se centra en un concepto amplio del amor y no en prohibiciones y definiciones, que pueden enfadar a algunos sectores del público. Benedicto se distancia de las opiniones de "mi cuerpo pecador, mi enemigo", pero va más allá cuando advierte contra las distinciones radicales de "amor bueno", Agapē, y amor "malo" o "sucio", eros y sexo. Benedicto, aunque reconoce claramente los abusos sexuales degradantes, se queja de que en el pasado estas distinciones bueno-malo se han radicalizado a menudo dentro de la Iglesia católica. Esto es peligroso, porque:
Si esto... se llevara al extremo, la esencia del cristianismo se desvincularía de las relaciones vitales fundamentales para la existencia humana, y se convertiría en un mundo aparte, admirable tal vez, pero decisivamente aislado del complejo tejido de la vida humana.

#### 40 aniversario deHumanae vitae
Los principios de la fe católica son tan antiguos como las Escrituras, afirma Benedicto. El Papa pretende centrarse en estos principios eternos de la fe católica. El 12 de mayo de 2008, aceptó una invitación para hablar a los participantes en el Congreso Internacional organizado por la Pontificia Universidad Lateranense sobre el 40 aniversario de Humanae vitae. Puso la encíclica, que en su opinión, fue muy mal entendida, en la visión más amplia del amor en un contexto global, un tema, que llamó - "tan controvertido, pero tan crucial para el futuro de la humanidad." La Humanae vitae' se convirtió en "un signo de contradicción, pero también de continuidad de la doctrina y de la tradición de la Iglesia... Lo que era verdad ayer lo es también hoy". La Iglesia sigue reflexionando "de manera siempre nueva y más profunda sobre los principios fundamentales que conciernen al matrimonio y a la procreación". El mensaje clave de Humanae vitae es el amor. Benedicto afirma que la plenitud de la persona se alcanza mediante la unidad del alma y del cuerpo, pero ni el espíritu ni el cuerpo por sí solos pueden amar, sino sólo los dos juntos. Si se rompe esta unidad, si sólo se satisface el cuerpo, el amor se convierte en una mercancía. En última instancia, dice Benedicto, el amor cristiano nace del amor de Cristo.